# Calyptranthes eriopoda
Calyptranthes eriopoda är en myrtenväxtart som beskrevs av Dc.. Calyptranthes eriopoda ingår i släktet Calyptranthes och familjen myrtenväxter. Inga underarter finns listade i Catalogue of Life.